# Glyphostoma otohimeae
Glyphostoma otohimeae is een slakkensoort uit de familie van de Clathurellidae. De wetenschappelijke naam van de soort is voor het eerst geldig gepubliceerd in 1981 door Kosuge.